# Darling Lilly
Pour les articles homonymes, voir Lilly.
Darling Lilly (titre original : Chasing the Dime) est un roman policier de Michael Connelly, paru en 2002. Il met en scène Henry Pierce, un chercheur en matière d'électronique.

## Résumé
Grand chercheur en matière d'ordinateur moléculaire, Henry Pierce est en train de se séparer de sa petite amie, Nicole.
Il prend un nouvel appartement et un nouveau numéro de téléphone, mais les premiers coups de fil qu'il reçoit sont étranges. Tous émanent d'hommes qui veulent parler à Lilly, une hôtesse d'accompagnement répertoriée sur un site web à caractère pornographique. Intrigué, Henry commence à enquêter, mais ne peut entrer en contact avec cette Lilly qui lui cause tant d'ennuis.
L'affaire prend un vilain tour lorsqu'il est soudain agressé et laissé pour mort par deux voyous. Qui est derrière cette histoire qui le replonge dans un passé qu'il a tout fait pour oublier ? et surtout... pourquoi ?